# Portugalsko na Letních olympijských hrách 1936
Portugalsko se účastnilo Letní olympiády 1936 v německém Berlíně. Zastupovalo ho 19 mužů v 5 sportech.

## Medailisté
| Medaile | Jméno                                                        | Sport     | Soutěž                       |
| ------- | ------------------------------------------------------------ | --------- | ---------------------------- |
| Bronz   | José Beltrão Domingos Coutinho Marques do Funchal Luis Silva | Jezdectví | Parkurové skákání - družstva |